# 舊西爾利亞 (伊瓦尼奇區)
50°37′19″N 24°25′58″E / 50.62194°N 24.43278°E
舊西爾利亞（烏克蘭語：Старосілля），是烏克蘭的村落，位於該國西部沃倫州，由沃洛德米爾區負責管轄，始建於1946年，面積6.5平方公里，海拔高度210米，2001年人口371，人口密度每平方公里57.08人。